# Fox (band)
Fox was een Britse rockband, die werd gekenmerkt door de Australische zangeres Susan Traynor, die ook wel optrad onder haar artiestennaam Noosha Fox.

## Bezetting
- Susan Traynor[3] (alias Noosha Fox)
- Kenny Young[4] (gitaar)
- Pete Solley[5] (keyboards, zang)
- Jim Gannon[6] (gitaar, zang)
- Gary Taylor[7] (basgitaar, zang)
- Jim Frank[8] (drums, percussie, zang)
- Herbie Armstrong[9]

## Geschiedenis
De initiatiefnemer van Fox was de Amerikaanse songwriter, producent en gitarist Kenny Young. Tijdens de jaren 1960 waren enkele van zijn composities succesvol, waaronder Under the Boardwalk van The Drifters (1964), Just a Little Bit Better (1965) en Don't Go Out into the Rain (1967) van Herman's Hermits en als co-auteur samen met Ben Yardley (pseudoniem van Estelle Levitt) Captain of Your Ship van Reparata & the Delrons. Hij publiceerde ook zelf singles bij verschillende labels onder zijn naam of pseudoniemen, meestal een dierennaam als The Seagulls, The Squirrels.
In de Verenigde Staten werkte Young al incidenteel samen met Susan Traynor, die als onofficieel lid van The Charmettes met het door Young geproduceerde nummer Please Don’t Kiss Me Again een klein succes had. In 1968 gingen Traynor en Young samen naar het Verenigd Koninkrijk, waar Young tijdens een tv-optreden de Noord-Ierse zangeres Clodagh Rodgers ontdekte. Daaruit volgden drie succesvolle jaren met hitsingles als Come Back and Shake Me (1969). Begin jaren 1970 was Susan Traynor zangeres in de folkgroep Wooden Horse, die twee albums uitbracht, voordat deze in 1973 weer werd ontbonden. Als Amanda was Traynor ook betrokken bij Kenny Youngs soloalbum Last Stage for Silverworld (1973).
Hun eerste single Only You Can (februari 1975) bij GTO Records werd een wereldwijd succes. In het Verenigd Koninkrijk plaatste de song zich op de 3e plaats van de singlehitlijst, in Duitsland op nummer 2 en in Zwitserland zelfs op de toppositie. Het gelijknamige debuutalbum verscheen in het voorjaar van 1975 en bereikte in het Verenigd Koninkrijk de top 10 van de albumhitlijst. Daarop bevond zich ook de navolgende single Imagine Me, Imagine You. He's Got Magic werd een verdere, echter bescheiden hit in Duitsland. De rest van de lp was meer een collectie van ouder songmateriaal uit de pen van Kenny Young. Zo had Clodagh Rodgers jaren geleden demo-opnamen gemaakt van enkele van deze songs.
Noosha Fox, met een geheimzinnige imago naar het voorbeeld van Marlene Dietrich, altijd bleke huidskleur en gehuld in lange, elegante kleding, bracht de door haar gezongen songs met lichte vervoering en nasale stem ten gehore. De voor de hitlijst deugdelijke softrock-arrangementen met schuine ingrediënten en de rijkelijk aangelengde songteksten over geduldige tijgers en baby's uit het sterrenbeeld Vissen, lieten de band en hun songs nu en dan doorstoten naar de nabijheid van de glamrock.
Op het navolgende album Tails of Illusion (1975) belastte Kenny Young zich bij de meeste songs met de leadzang, hetgeen delen van het publiek, dat tot dan toe de band Fox en al hun hitsingles met Noosha Fox' stem verbond, zeker irriteerde. Met een niet-voordelige songmengeling uit artrock (10cc), folkrock (America) en zelfs blues (Howdja) kon het album critici en muziekfans niet overtuigen. Roger Taylor van de rockband Queen zong de achtergrondzang bij de song Survival, omdat Queen juist in dezelfde studio werkten aan de opnamen voor hun album A Night at the Opera. Het derde en laatste Fox-album Blue Hotel (1977) bevatte de al in augustus 1976 verschenen verrassingshit S-S-S-Single Bed, nummer 4 in het Verenigd Koninkrijk en nummer 1 in Australië. In Nederland was de plaat op Hemelvaartsdag 1976 de allereerste TROS Paradeplaat op de befaamde donderdag op Hilversum 3 en werd een grote hit. Noosha Fox zong weer de meeste leadzang, maar het commerciële succes voor de lp bleef ook deze keer uit.
Na Blue Hotel verliet Noosha Fox de band en begon een solocarrière. Haar eerste single Georgina Bailey, geschreven en geproduceerd door Young, plaatste zich in 1977 ondanks alles in de Britse top 40. Tot het uitbrengen van een reeds gepland soloalbum kwam het echter niet. Latere singles waren niet meer succesvol. The Heat Is On, dat ze uitbracht in 1979, werd vier jaar later een hit in de versie van Agnetha Fältskog van ABBA. Herbie Armstrong en Kenny Young gingen vervolgens verder met de band Yellow Dog. Armstrong werkte samen met Van Morrison en Peter Solley en ging later naar Whitesnake. Hij was pas onlangs deelnemer bij een Britse talentenjacht en bereikte ook de halve finale.
Noosha Fox probeerde in de vroege jaren 1980 nog enkele singles op te nemen bij Earlobe Records, die echter allen flopten. Ze trok zich daarna herkenbaar terug uit de muziekbusiness, maar bleef wel in het Verenigd Koninkrijk. De band Fox kwam zelf voor een korte tijd in 1980 weer samen om de door new wave beïnvloedde song Electro People in te spelen, die ook gebruikt werd bij de Britse televisie. In 2007 maakte de radiozender BBC bekend, dat Noosha Fox een soloalbum met electropop-nummers zou inspelen en dat ze ook een eigen website zou hebben.

## Discografie

### Singles
- 1974: Only You / Out Of My Body - GTO records GT 5
- 1975: Imagine Me, Imagine You / If I Point at the Moon - GTO records GT 21
- 1975: He's Got Magic /  Love Ship - GTO records GT 37
- 1975: Strange Ships / Little Brown Box - GTO records GT 41
- 1976: S-S-S-Single Bed / Silk Milk - GTO records GT 57
- 1977: My Old Man's Away / Are You Sure?  - GTO records GT 94
- 1982: Electro People / If You Don't Want My Peaches  - BBC records & tapes RESL 115
- 1982: Model In A Leotard / I Want To Be Alone  - AUGUST 12TH records AGR 121

### Lp's / cd's
- 1975, 2002: Fox (GTO Records, Cherry Red)
- 1975, 2004: Tails of Illusion (GTO Records, Cherry Red 2004)
- 1977, 2006: Blue Hotel (GTO Records, Cherry Red)
- 1996: Only You Can (1996)
- 1998, 2003: The Very Best of Fox
- 2014: Images 74–84 (Cherry Red, dubbel-cd, A's & B's & rariteiten 2014)

### Singles van Noosha Fox
- 1977: Georgina Bailey / Pretty Boy (GTO)
- 1979: The Heat Is On / Some Enchanted Evening (Chrysalis Records)
- 1979: Skin Tight / Miss You
- 1981: Hot as Sun / The Cheapest Nights
- 1981: More than Molecules / Odd Peculiar Strange (Earlobe)